# Oviedo (República Dominicana)
Oviedo es un municipio de la República Dominicana, que está situado en la provincia de Pedernales.

## Toponimia
Su nombre es en honor al cronista de Indias Gonzalo Fernández de Oviedo y Valdés. 

## Localización
Es el municipio localizado más al sur de todo el país.

## Límites
Municipios limítrofes:
|                                | Norte: Pedernales y Enriquillo |                               |
| Oeste: Pedernales y Mar Caribe |                                | Este: Enriquillo y Mar Caribe |
|                                | Sur: Mar Caribe                |                               |

## Distritos municipales
Está formado por los distritos municipales de:
| Nombre  | Código   |
| ------- | -------- |
| Oviedo  | 06160201 |
| Juancho | 06160202 |

## Demografía
Según el Censo de Población y Vivienda de 2002, el municipio tiene una población total de 3,976, de los cuales 2,225 eran hombres y 1,751 mujeres. La población urbana del municipio era de 64.31%. Solamente tiene tres Secciones: Tres Charcos, Manuel Goya y la Colonia. Un paraje llamado el Cruce o Cajuil; donde se dividen las diferentes carreteras y caminos que llevan al antiguo Trujín, a Oviedo y a la comunidad de Nueva Rosa.

## Historia
Es un poblado muy antiguo asociado a la Laguna de Oviedo que se halla en sus tierras. Su nombre ha variado a medida que se ha cambiado el nombre de la laguna: El Guanal, Trujín y finalmente Oviedo. Al crearse la provincia de Pedernales, fue elevado a la categoría de municipio por la Ley n.º 4815 del 16 de diciembre de 1957.
El 26 de septiembre de 1966 fue destruido totalmente por el Huracán Inés, quedando solamente de pie el viejo ayuntamiento. El poblado fue reconstruido más al oeste, retirado de la Laguna de Oviedo, entre las sabanas de Oviedo y Sansón.
El Parque Nacional Jaragua se encuentra alrededor del municipio, por sus lados sur y este.

## Economía
La principal actividad económica del municipio, es la ganadería extensiva del ganado vacuno y caprino, la agricultura del sorgo, maíz y frutos menores junto a la pesca en el mar y la laguna son las otras actividades del sustento de la localidad.